# 蓬萊区 (煙台市)
蓬萊区（ほうらい-く）は、中華人民共和国山東省煙台市に位置する市轄区。

## 歴史
紀元前133年（元光2年）、前漢の武帝が巡幸、築城した際に「蓬萊」と命名される。707年（神龍3年）、唐により蓬萊県が設置された。1991年11月30日に県級市の蓬萊市に昇格した。2020年6月5日、蓬萊市は長島県と合併し、現在の蓬萊区となった。

## 行政区画
- 街道：登州街道、紫荊山街道、新港街道、蓬萊閣街道、南王街道、南長山街道
- 鎮：劉家溝鎮、潮水鎮、大柳行鎮、小門家鎮、大辛店鎮、村里集鎮、北溝鎮、砣磯鎮
- 郷：北長山郷、黒山郷、大欽島郷、小欽島郷、南隍城郷、北隍城郷

## 観光地
- 戚継光祠堂
- 蜃気楼
- 蓬萊閣
- 長山群島

## 出身者
- 呉佩孚 - 中華民国の軍人。北京政府・直隷派の上級指揮官。